# Ksawery Tartakower

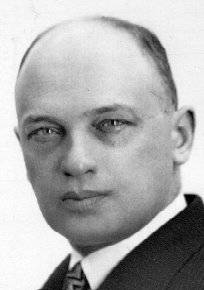
Ksawery Tartakower

Ksawery Tartakower (även känd som Savielly Tartakower, mer sällan Xavier Tartakower), född 27 februari 1887 i Rostov-na-Donu, död 5 februari 1956 i Paris, var en österrikisk, polsk och fransk schackstormästare (1950) och schackjournalist.

## Biografi
Tartakower föddes i Ryssland av judisk-österrikiska föräldrar som konverterat till kristendom för att undgå förföljelse. De dödades dock i en pogrom 1911. Tartakower bodde då sedan flera år i Wien där han växte upp och studerade. Han vann sin första schackturnering år 1906. Under första världskriget stred Tartakower för Österrike-Ungern. Efter kriget flyttade han till Paris, antog 1920 polskt medborgarskap och inledde en karriär som professionell schackspelare.
Andra världskriget tillbringade Tartakower i uniform i England. David Bronstein berättar i sin fina schackbok The Sorcerer's Apprentice ("Trollkarlens lärling") om Tartakowers hittills okända insatser under kriget: Han hoppade flera gånger med fallskärm på uppdrag i det ockuperade Frankrike. Efter att kommunisterna tagit över makten i Polen blev han fransk medborgare. De sista åren levde Ksawery Tartakower i Frankrike, verksam in i det sista.
Tartakower var en välkänd och mycket kreativ teoretiker och experimentator, och är upphovsmannen bakom flera schacköppningar och -varianter, såsom till exempel katalansk öppning och Tartakower-varianten i avböjd damgambit, vilka båda fortfarande ofta spelas i tävlingar på hög nivå. Tartakower var mycket uppskattad och populär som schackkommentator, författare och journalist. Hans turneringsresultat var ojämna – delvis på grund av hans experiment med udda öppningsvarianter, men delvis även på grund av sitt stora engagemang som schackjournalist. På bilderna från hans senare år framträder han som en godmodig, smårund farbror med runda glasögon och opressade byxor, oftast med ett fickschackspel eller öppen bok i handen.